# オードリー春日のトゥースでチャンクな英会話
『オードリー春日のトゥースでチャンクな英会話』（オードリーかすがのトゥースでチャンクなえいかいわ）は、NHK製作の語学番組・バラエティ番組。オードリーの春日俊彰の冠番組。
2024年3月26日にオードリーの春日俊彰が本気かつこっそり1年間英語を学び世界進出を目指すプロジェクトの総集編が『世界の春日プロジェクト』として放送が行われ、その後2024年4月6日より『世界の春日プロジェクト』で春日俊彰が受けてきた特別レッスンを毎週に分ける形でリメイクし『オードリー春日のトゥースでチャンクな英会話』というタイトルでNHK Eテレでレギュラー放送が行われる事が決定した。
レッスンは言葉の塊である「チャンク」にフォーカスしたもので、「チャンク」単位で言葉を塊で丸ごと覚えるという学習方法を採用している。番組では「もし、春日がホテルにチェックインしたら」「もし、春日がステーキハウスに行ったら」「もし、春日がバンジージャンプをしたら」など毎回シチュエーションを変え、海外旅行・仕事・食事・道案内など様々な状況に使えるチャンクを紹介する。春日俊彰は2023年3月から1年間極秘で英語を学習してきた。
2025年1月3日に世界の春日プロジェクトの第2弾として『ニューヨークへ行く』が放送された。

## 出演
- 春日俊彰（オードリー）[1]
- サッシャ - ナレーター[1]

以下は単発番組「世界の春日プロジェクト」のみ出演　
- 井桁弘恵
- 王林
- 影山優佳
- 澤部佑

## 放送
（日時はいずれもJST）

### 世界の春日プロジェクト
- 単発放送（世界の春日プロジェクト）
  - NHK 総合 2024年03月26日 22:45 - 23:45[9]
- 単発放送（ニューヨークへ行く）
  - NHK 総合 2025年01月03日 22:00 - 22:59[10]

### オードリー春日のトゥースでチャンクな英会話
- 2024年度前期[1][5]（2024年04月06日 - 2024年09月28日）
  - NHK Eテレ 土曜日 20:45 - 20:59[1][5]
- 2024年度後期[11]（2024年10月05日 - 2024年12月28日）
  - NHK Eテレ 土曜日 20:45 - 20:59（再放送）

## エピソード

### 世界の春日プロジェクト
| 話数 | タイトル               | 初放送日 (JST) | 出典  |
| ---- | ---------------------- | -------------- | ----- |
| SP1  | 世界の春日プロジェクト | 2024年03月26日 | [ 3 ] |
| SP2  | ニューヨークへ行く     | 2025年01月03日 | [ 7 ] |

### オードリー春日のトゥースでチャンクな英会話
| 話数 | シチュエーション                                                     | 初放送日 (JST) | 出典   |
| ---- | -------------------------------------------------------------------- | -------------- | ------ |
| 1    | もし春日が、海外でタクシーに乗ったら                                 | 2024年04月06日 | [ 15 ] |
| 1    | もし春日が、海外でバンジージャンプのロケをしたら                     | 2024年04月06日 | [ 15 ] |
| 2    | もし春日が、海外で接待ゴルフをすることになったら                     | 2024年04月13日 | [ 16 ] |
| 3    | もし春日が、入国審査を受けたら                                       | 2024年04月20日 | [ 17 ] |
| 3    | もし春日に、外国人のメイクさんがついたら                             | 2024年04月20日 | [ 17 ] |
| 4    | もし春日が、ハワイのホテルにチェックインしたら                       | 2024年04月27日 | [ 18 ] |
| 5    | もし春日が、ステーキハウスに行ったら                                 | 2024年05月11日 | [ 19 ] |
| 6    | もし春日が、海外で部屋探しをすることになったら                       | 2024年05月18日 | [ 20 ] |
| 7    | もし春日が、クリーニング店でスピード仕上げをお願いすることになったら | 2024年05月25日 | [ 21 ] |
| 8    | もし春日が、ホームパーティーに呼ばれたら                             | 2024年06月01日 | [ 22 ] |
| 9    | もし春日が、ハリウッドのキャスティングディレクターと面接したら       | 2024年06月08日 | [ 23 ] |
| 10   | もし春日が、海外のシンポジウムに呼ばれたら                           | 2024年06月15日 | [ 24 ] |
| 10   | もし春日が、海外のスーパーで買い物したら                             | 2024年06月15日 | [ 24 ] |
| 11   | もし春日が、海外でアルバイトの面接を受けることになったら             | 2024年06月22日 | [ 25 ] |
| 12   | もし春日が、海外のバーガーショップに行ったら                         | 2024年06月29日 | [ 26 ] |
| 13   | もし春日が、海外でフェイシャルエステを受けることになったら           | 2024年07月06日 | [ 27 ] |
| 14   | もし春日が、恋愛相談を受けたら                                       | 2024年07月13日 | [ 28 ] |
| 15   | もし春日が、海外でラジオのパーソナリティになったら                   | 2024年07月20日 | [ 29 ] |
| 16   | もし春日が、カー用品店に行ったら                                     | 2024年08月17日 | [ 30 ] |
| 17   | もし春日が、地元を世界に紹介することになったら                       | 2024年08月24日 | [ 31 ] |
| 18   | もし春日に、外国人のマネージャーがついたら                           | 2024年08月31日 | [ 32 ] |
| 18   | もし春日が、海外のバーにひとりで飲みに行ったら                       | 2024年08月31日 | [ 32 ] |
| 19   | もし春日が、観光客に道を聞かれたら                                   | 2024年09月07日 | [ 33 ] |
| 20   | もし春日が、100年前にタイムスリップしたら                            | 2024年09月14日 | [ 34 ] |
| 20   | もし春日が、日本のラーメン店で観光客と出会ったら                     | 2024年09月14日 | [ 34 ] |
| 21   | もし春日が、海外で警察に呼び止められたら                             | 2024年09月21日 | [ 35 ] |
| 21   | もし春日が、海外の電車で忘れ物をしたら                               | 2024年09月21日 | [ 35 ] |
| 22   | もし春日が、大統領から招待されることになったら                       | 2024年09月28日 | [ 36 ] |